# Espacio de dimensión cero
En matemáticas, un espacio topológico de dimensión cero (o espacio nildimensional) es un tipo especial de espacio topológico que tiene dimensión cero con respecto a una de varias nociones no equivalentes de asignar una dimensión a un espacio topológico dado. Una ilustración gráfica de un espacio nildimensional es un punto.

## Definición
Específicamente:
- Un espacio topológico es de dimensión cero con respecto a la dimensión de recubrimiento de Lebesgue si cada recubrimiento del espacio tiene un refinamiento formado por conjuntos abiertos disjuntos.
- Un espacio topológico es de dimensión cero con respecto a la dimensión de cobertura finita a finita si cada cubierta abierta finita del espacio tiene un refinamiento que es una cubierta abierta finita tal que cualquier punto del espacio está contenido exactamente en un conjunto abierto de este refinamiento.
- Un espacio topológico es de dimensión cero con respecto a la dimensión inductiva pequeña si tiene una base formada por un conjunto clopen.

Las tres nociones anteriores coinciden con los conceptos de espacio metrizable y separable.

## Propiedades de espacios con dimensión inductiva pequeña cero
- Un Espacio de Hausdorff de dimensión cero es necesariamente totalmente disconexo, pero lo contrario no es cierto. Sin embargo, un espacio de Hausdorff con compacidad local es de dimensión cero si y solo si es totalmente disconexo (consúltese (Arhangel'skii y Tkachenko, 2008, Proposition 3.1.7, p.136) para el sentido no trivial).
- Los espacios polacos de dimensión cero son un ajuste particularmente conveniente para la teoría descriptiva de conjuntos. Ejemplos de tales espacios incluyen el espacio de Cantor y espacio exterior.
- Los espacios de dimensión cero de Hausdorff son precisamente subspacios de las potencias topológicas {\displaystyle 2^{I}} donde {\displaystyle 2=\{0,1\}} recibe la topología discreta. A este espacio a veces se le llama cubo de Cantor. Si {\displaystyle I} es numerable infinito, {\displaystyle 2^{I}} es el espacio de Cantor.

## Hiperesfera
- La n-esfera de dimensión cero es un par de puntos. La bola de dimensión cero es un punto.